# (517) Edith
(517) Edith es un asteroide perteneciente al cinturón de asteroides descubierto el 22 de septiembre de 1903 por Raymond Smith Dugan desde el observatorio de Heidelberg-Königstuhl, Alemania.
Está nombrado en honor de Edith Dugan Eveleth, hermana del descubridor.